# سوشميتا بانيرجي
سوشميتا بانيرجي، تعرف أيضًا سوشميتا باندهوبدهاي وسيدة كمالا (1963/1964-4/5 أيلول/سبتمبر2013)، كانت كاتبة وناشطة هندية، وأبرز أعمالها هو كتاب اسمه (زوجة كابيلوالا البنغالية -Kabuliwalar Bangali Bou في عام 1997) حيث يتناول خبرتها بالزواج من رجل أفغاني وقضائها فترة في أفغانستان أثناء حكم الطالبان، وجسد كتابها في فيلم بوليوود اسمه (الهروب من الطالبان Escape from Taliban). توفيت عن عمر يناهز التاسعة والأربعون، ويشتبه في مقتلها مقاتلي حركة طالبان أثناء مساء يوم 4 من أيلول/ سبتمبر أو صباح يوم 5 من الشهر نفسه لعام 2013، خارج منزلها في ولاية بكتيكا، أفغانستان.
| سوشميتا بانيرجي |                                           |
| --------------- | ----------------------------------------- |
| مولودة عام      | 1963/1964                                 |
|                 | مدينة كلكتا، الهند (حاليًا كالكوتا، الهند) |
| توفيت عام       | 4/5 أيلول/سبتمبر 2013 (49 عامًا)           |
|                 | في ولاية بكتيكا، أفغانستان                |
| أعمالها البارزة | زوجة كابيلوالا البنغالية                  |
|                 | (Kabuliwalar Bangali Bou)                 |
| الزوج           | جانباز خان                                |

## حياتها
سوشميتا بانيرجي ولدت في مدينة كلكتا بنغال الغربية (حاليًا كالكوتا، الهند) لأسرة من طبقة متوسطة، وعمل والدها في مديرية الدفاع المدني، ووالدتها ربة منزل، وكانت الأخت الوحيدة بين ثلاثة أخوة. ثم التقت بزوجها جانباز خان، رجل أعمال أفغاني، في بروفة مسرحية في مدينة كالكوتا. تزوجت في يوم 2 تموز/ يوليو لعام 1988، زواجًا سريًا خوفًا من عائلتها التي ترفض الزواج من أديان مختلفة، وعندها حاولت عائلتها أن تطلقهم، فهربت مع خان إلى أفغانستان. واكتشفت بأن لديه زوجة أخرى، اسمها غولغوتي، عندما وجدتهم في الفراش معًا. على رغم من صدمتها، استمرت في العيش في بيت عائلة زوجها خان في قرية باتيا، مع ثلاث أصهار وزوجتهم، وغولغوتي وأطفالها. لاحقًا، عاد زوجها خان إلى مدينة كالكوتا لمزاولة عمله، لكن بانيرجي لم تعد معه. أثناء ذلك، فتحت ممرضة متخصصة، تدعى سيدة، عيادة للأمراض الطب النسائي لمساعدة نساء القرية.
مع ازدهار قوة حركة طالبان في أفغانستان، شهدت بانيرجي تغييرات متشددة تحدث في البلد. في حوار لها عام 2003، قالت بإن محنة النساء ازدادت سوءًا بشكل خاص، حيث مُنع على النساء التحدث مع الرجال دون أفراد العائلة، والخروج من المنزل كذلك، وأُغلقت المدارس، والجامعات، والمستشفيات. في أثناء ذلك، اكتشف مقاتلي حركة طالبان عيادة الممرضة، واعتدوا عليها بالضرب المبرح في أيار/مايو عام 1995.
باءت محاولات بانيرجي بالفشل للهروب من أفغانستان، فأُلقي القبض وتحديد الإقامة الجبرية عليها في القرية. وأُصدرت فتوى ضدها بإعدامها في يوم 22 تموز/يوليو لعام 1995. بمساعدة زعيم القرية، استطاعت الهروب أخيرًا من القرية، أثناء محاولة هروبها، قتل ثلاثة من مقاتلي حركة طالبان ببندقية أيه كيه -47. وبعد ذلك، وصلت بانيرجي مدينة كابول، واستقلت طائرة للعودة إلى مدينة كالكوتا في يوم 12 آب/ أغسطس لعام 1995.
وعاشت في الهند حتى عام 2013، وألفت العديد من الكتب. عقب رجوعها إلى أفغانستان، عملت كأخصائية صحية في ولاية بكتيكا في شرق جنوب أفغانستان، حيث صورت حياة المرأة المحلية.

## وفاتها
طبقًا للشرطة الأفغانية، يشتبه من اقتحم منزلها مقاتلي حركة طالبان الإرهابيين في باكيتاكا ليلة يوم 4 أيلول/سبتمبر 2013، حيث حصروا زوجها وفروا بها، ووجدت جثتها في صباح اليوم التالي بجانب مدينة مدرسة دينية على حدود منطقة شارانا، واخترق جسدها 20 طلقة رصاص. اعتقدت الشرطة بأنها قد قتلت لعدة أسباب، ومن ضمنها كتبها، أو شغلها الاجتماعي في المنطقة، أو حقيقة كونها امرأة هندية، أو طبقًا لرأي لبعض الناس لعدم ارتدتها لباس البرقع الأفغاني، لهذا السبب حكم عليها بالإعدام منذ عقدين تقريبًا، أثناء فترة حكم حركة طالبان. ومن ثم نفت طالبان ضلوعها في قتلها. لاحقًا أعلن متحدث باسم مقاتلو حركة طالبان تعرف بالمجموعة الانتحارية للحركة الإسلامية بأفغانستان، مسئوليته عن مقتل بانيرجي، وأوضح قائد المجموعة، موله نجيب الله، بأنه أختطفها وحقق معها ثم قتلها لأنهم اعتقدوا أنها قد تكون «جاسوسة هندية»، بينما فسر بعض الجيران بأن مقتلها قد كان بسبب عدم اتباعها تقاليد لباس الأفغاني، وخاصة فيما يتعلق بلباس البرقع خارج المنزل.

## كتبها
ألفت سوشميتا بانيرجي كتاب (زوجة كابيلوالا البنغالية-Kabuliwalar Bangali Bou) في عام 1995، تحكي عن زواجها من رجل أعمال أفغاني، يدعى جانباز خان، وانتقالها للعيش في أفغانستان في عام 1989، والمشقات التي عانتها أثناء سيطرة حركة طالبان على أفغانستان، وهروبها إلى كالكوتا. في عام 2003، جسدت الممثلة مانيشا كويرالا فيلم بوليوود يدعى (الهروب من الطالبان Escape from Taliban) القائم على أحداث الكتاب. كما ألفت بانيرجي كتب عن (الفظائع التي ارتكبها حركة طالبان في أفغانستان وخارجها-(Talibani Atyachar—Deshe o Bideshe)، و (المولة عمر والطالبان وأنا-Mullah Omar, Taliban O Ami) في عام 2000، وكذلك (عدم قول الحقيقة كذب Ek Borno Mithya Noi) في عام 2001، و (أغنية البجعة عن الحضارة- Sabhyatar Sesh Punyabani).

## وصلات خارجية
- سوشميتا بانيرجي على موقع IMDb (الإنجليزية)
- السيرة الذاتية لسوشميتا بانيرجي